# Route nationale 95
La route nationale 95 (RN 95 o N 95) è stata una strada nazionale francese che partiva da Tournon-sur-Rhône e terminava all'incrocio con l'A7. Oggi è completamente declassata.

## Storia
Dal 1824 agli anni '30 del '900 la N95 collegava la N7 alla N97 andando da Brignoles a Le Luc. In seguito fu inglobata nella N7 e il numero 95 venne riassegnato alla strada che da Tournon attraversava il Rodano, intersecava la N7 a Tain-l'Hermitage e, sostituendosi alla precedente N532, finiva all'uscita omonima dell'A7. Il ponte è ora declassato a D95 e D95N, mentre il tratto rimanente è denominato D532A.